# Максудов, Магомед Магомедович
Магомед Магомедович Максудов (6 февраля 1913, с. Голотль, Дагестанская область, Российская империя — 31 декабря 1993, Махачкала, Дагестанская АССР, СССР) — советский медик, доктор медицинских наук, ректор Дагестанской государственной медицинской академии (1959—1974).

## Биография
Магомед Максудов родился 6 февраля 1913 года в селении Голотль (ныне — Шамильский район Дагестана) в крестьянской семье. В то время в горах Дагестана не было врачей. Его дедушка Максуд был народным целителем, призвание к медицине передалось, от него. С 1925 по 1930 годы учился в средней школе родового села Голотль, после окончания школы в 1930 году поступил в Дербентский педагогический техникум, далее учился в Буйнакском педагогическом техникуме, который окончил в 1933 году. В 1933 году в 20-летнем возрасте был направлен на работу директором Голотлинской неполной средней школы, в которой проработал до 1935 года. В 1935 году Максудов поступает в Московский стоматологический институт, который оканчивает в 1939 году. В том же 1939 году он возвращается в Дагестан, где на протяжении двух лет работает врачом в махачкалинской городской стоматологической поликлинике и в челюстно-лицевом отделении Центральной клинической больницы, также он преподавал в зубоврачебной школе. В 1941 году он был командирован в Одессу на повышение квалификации, после начала Великой Отечественной войны осенью 1941 его призывают на военную службу и назначают начальником челюстно-лицевого отделения главного сортировочного эвакогоспиталя № 3187 в Махачкале. После чего Максудов становится начальником данного госпиталя и ведущим челюстно-лицевым хирургом группы эвакогоспиталей Северо-Кавказского фронта. За годы войны им было сделано более 3000 операций на лице и шее. С 1946 по 1951 года он работал начальником челюстно-лицевого отделения госпиталя для инвалидов Великой Отечественной войны в Махачкале. 17 апреля 1951 года Максудов становится министром здравоохранения Дагестанской АССР, оставаясь по совместительству в должности доцента кафедры госпитальной хирургии. 15 декабря 1959 года Максудов назначается ректором мединститута Дагестанского государственного медицинского института, одновременно возглавлял кафедру стоматологии (1967—1973), затем кафедрой хирургической стоматологии (1973—1989). В 1967 году он успешно защитил докторскую диссертацию на тему: «Материалы к гомотрансплантации зубных зачатков». В 1970 году опубликовал монографию на тему: «Гомотрансплантация зубных зачатков».

## Трудовая карьера
- 1933—1935 — директор Голотлинской неполной средней школы;
- 1939—1941 — врач в городской стоматологической поликлинике и в челюстно-лицевом отделении Центральной клинической больницы Махачкалы;
- 1941—1945 — начальником челюстно-лицевого отделения главного сортировочного эвакогоспиталя, начальником госпиталя и ведущий челюстно-лицевой хирург группы эвакогоспиталей Северо-Кавказского фронта;
- 1946—1951 — начальник челюстно-лицевого отделения госпиталя для инвалидов Великой Отечественной войны (Махачкала);
- 1951—1959 — министр здравоохранения Дагестанской АССР;
- 1959—1974 — ректор ДГМИ;
- 1967—1973 — заведующий кафедрой стоматологии ДГМИ;
- 1973—1989 — заведующий кафедрой хирургической стоматологии ДГМИ;

## Награды и звания
- Два орденами Трудового Красного Знамени;
- Орден «Знак Почета»;
- Восемь медалей СССР;
- Значок «Отличнику здравоохранения» (СССР);
- Значок «Отличник высшей школы СССР»;
- Заслуженный врач Дагестанской АССР;
- Заслуженный врач РСФСР;
- Заслуженный деятель науки Дагестанской АССР;
- Заслуженный деятель науки РСФСР.